# Astrocasia jacobinensis
Astrocasia jacobinensis är en emblikaväxtart som först beskrevs av Johannes Müller Argoviensis, och fick sitt nu gällande namn av Grady Linder Webster. Astrocasia jacobinensis ingår i släktet Astrocasia och familjen emblikaväxter. Inga underarter finns listade i Catalogue of Life.